# Jean Baptiste Bagaza

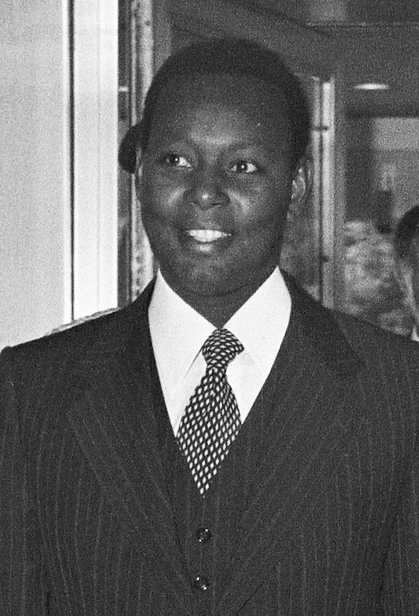
Jean Baptiste Bagaza in 1978

Jean Baptiste Bagaza (Murabi, 29 augustus 1946 – Brussel, 4 mei 2016) was van 1976 tot 1987 staatshoofd van Burundi.
Bagaza behoorde tot de geprivilegieerde Hima-Tutsi's. Hij studeerde aan het College Saint-Espirit in de hoofdstad Bujumbura en volgde van 1966 tot 1972 een militaire opleiding in Brussel. In 1972 werd hij chef-staf van het Burundese leger.
Op 1 november 1976 pleegde luitenant-kolonel Bagaza een militaire staatsgreep waarbij president Michel Micombero werd afgezet. Van 2 november tot 10 november 1976 was Bagaza voorzitter van de Revolutionaire Raad en van 10 november 1976 tot 3 september 1987 was hij president van Burundi.
Bagaza voerde als president belangrijke landhervormingen uit en schafte de herendiensten van de Hutu's af. In 1979 werd Bagaza tot voorzitter van de UPRONA (Unie van de Nationale Vooruitgang) gekozen en op het partijcongres van de enige toegestane partij kondigde hij een socialistische koers aan. In 1984 werd Bagaza via directe verkiezingen - als enige kandidaat - tot president gekozen. 
Vanaf het begin van de jaren tachtig verslechterde de verhouding van Bagaza tot de Rooms-Katholieke Kerk en verslechterden de verhoudingen tussen de Hutu-meerderheid en de Tutsi-minderheid. Onder Bagaza raakte Burundi internationaal geïsoleerd. Op 7 september 1987 werd Bagaza door een staatsgreep van Pierre Buyoya, de minister van Defensie, afgezet. 
Tot 1995 verbleef Bagaza in het buitenland, maar keerde daarna naar Burundi terug en nam hij de leiding van de Partij voor Nationaal Herstel (PARENA) op zich.
In mei 2016 stierf hij in een ziekenhuis in Brussel op 69-jarige leeftijd.